# 斉藤直子
斉藤 直子（さいとう なおこ、1966年8月14日 - ）は、日本の小説家、ファンタジー作家。ローマ字表記は「Naoko SAITO」。

## 経歴・人物
新潟県長岡市生まれ。立教大学文学部心理学科卒業。美術学校勤務を経て、宇宙関係の研究機関の非常勤職員となる。その傍ら小説を執筆する。2000年、『仮想の騎士』で読売新聞東京本社と清水建設が主催する第12回日本ファンタジーノベル大賞優秀賞を受賞し、小説家デビューした（選考委員 : 荒俣宏、井上ひさし、椎名誠、鈴木光司、矢川澄子）。受賞した際には、優秀賞を受賞したが、大賞該当者は出なかったことについて、「力不足を恥ずべきところではあるが、やはり非常に嬉しい」とコメントしている。『仮想の騎士』は、NHK-FM放送の『青春アドベンチャー』にて、全10回でオーディオドラマ化されている。以後は、主に短編作品を発表している。

## 作品リスト

### 単著
- 仮想の騎士（2000年12月 新潮社）
  - 電子書籍版（2018年10月16日、書きおろしの「サンメダール教会の奇跡」収録）
- ゴルコンダ（2019年4月 惑星と口笛ブックス電子書籍）
  - 収録作：「ゴルコンダ」「禅ヒッキー」「ティルティ・テイル」「1ミリの彼女」「ミスミスレニアス」「妖精ディストリビュータ」「草冠の鬼」

### アンソロジー
「」内が収録されている斉藤直子の作品
- NOVA 1 書き下ろし日本SFコレクション（2009年12月 河出文庫）「ゴルコンタ」
- NOVA 4 書き下ろし日本SFコレクション（2011年5月 河出文庫）「ドリフター」
- NOVA 6 書き下ろし日本SFコレクション（2011年11月 河出文庫）「白い恋人たち」
- NOVA 9 書き下ろし日本SFコレクション（2013年1月 河出文庫）「禅ヒッキー」
- 万象（2018年12月 惑星と口笛ブックス）「リヴァイアさん」「まとめ人日記」
  - 「リヴァイアさん」が『年刊日本SF傑作選 おうむの夢と操り人形』（創元SF文庫、2019年8月）に再録。
- 万象ふたたび（2021年2月 惑星と口笛ブックス）「天使と阪堺線」「まとめ人日記」
- 万象３（2023年12月 惑星と口笛ブックス）「大地は沸かした牛乳に」「まとめ人日記」

### 単行本未収録作品
- 異形の子（『小説宝石』2002年6月号）

### 翻訳
- 「Golconda」　Sci-Fi Lampoon Spring-Summer 2020（2020年10月）

## メディア・ミックス

### ラジオドラマ
NHK-FM放送
- 青春アドベンチャー 仮想の騎士（2001年5月28日 - 6月8日、出演 : 小林愛、佐々木蔵之介ほか）